# Pafawag Wrocław (piłka nożna kobiet)
Pafawag Wrocław – nieistniejąca sekcja piłkarska Robotniczego Klubu Sportowego Pafawag Wrocław, która w 1982 i 1983 zdobyła mistrzostwo Polski, w 1986 i 1988 Puchar Polski.

## Historia
Sekcja powstała w 1976 z inicjatywy Fryderyka Stańka, początkowo działała przy kole TKKF istniejącym w Fabryce Wagonów Pafawag we Wrocławiu. Istniała najpierw kilka miesięcy, została reaktywowana w 1979. W 1982 została przekształcona w sekcję klubu Pafawag Wrocław. Z zespołem pracowali także Jan Prażmo i były piłkarz Śląska Wrocław - Henryk Owczarek, w rozwój sekcji angażował się także Jacek Normand.
Zespół debiutował w rozgrywkach nowo powstałych rozgrywkach o mistrzostwo Polski w sezonie 1979/1980, zajmując 4. miejsce w grupie południowej. W 1981 piłkarki Pafawagu zajęły najpierw 2. miejsce w grupie południowej, w półfinale zwyciężyły 1:0 z zespołem Checz Gdynia, a ostatecznie zdobyły wicemistrzostwo Polski, przegrywając w finale 0:1 z Czarnymi Sosnowiec. W rozgrywanych od 1982 systemem ligowym (każdy z każdym, mecz i rewanż) zawodach o mistrzostwo Polski wrocławski zespół triumfował w 1982 i 1983, w 1984, 1985, 1986, 1987 i 1988 wywalczył wicemistrzostwo Polski. W 1989 zawody mistrzowskie skrócono z uwagi na przejście na system jesień/wiosna i rozegrano w dwóch grupach, Pafawag zajął 2. miejsce w grupie II, dające możliwość gry o 3. miejsce w lidze. W spotkaniach tych wrocławska drużyna dwukrotnie zwyciężyła z zespołem Piastunki Gliwice 6:0 i 5:0. W sezonie 1989/1990 rozgrywanych ponownie systemem ligowym Pafawag zajął 2. miejsce, w sezonie 1990/1991 zajął 2. miejsce w grupie II i ostatecznie znalazł się poza pierwszą czwórką w klasyfikacji końcowej.
Pafawag sięgnął dwukrotnie po Puchar Polski, w 1986 po zwycięstwie 1:0 ze Stilonem Gorzów Wlkp., w 1988 po zwycięstwie z Zagłębianką Dąbrowa Górnicza 2:0, ponadto w 1985 (I edycja rozgrywek) i w 1987 przegrał w finale z Czarnymi Sosnowiec odpowiednio 1:2 i 0:1.
W halowych mistrzostwach Polski Pafawag zdobył dwa złote medale (1983, 1988) dwa razy zajął 2. miejsce (1981, 1982, dwa razy 3. miejsce (1984, 1987). Na turniejach o HMP zawodniczki Pafawagu sięgały po wyróżnienia indywidualne. Najlepszą zawodniczką turnieju w 1981 i 1982 została Barbara Kołodziej (w 1981 razem z Jolantą Bonną z Checzy Gdynia, w 1982 razem z Urszulą Franków w z Checzy Gdynia), w 1983 - Małgorzata Sondej, ponadto w 1985 Teresa Puk została uznana najlepszą bramkarką. Iwona Zienkiewicz została natomiast najlepszym strzelcem turniejów w 1985, 1986.
W reprezentacji Polski wystąpiły następujące zawodniczki Pafawagu: Jolanta Adamska (także zawodniczka Czarnych Sosnowiec) - 11 spotkań, Małgorzata Ciurka - 2 spotkania, Renata Dancer - 1 spotkanie, Mariola Kałuża - 10 spotkań i 1 gol, Barbara Kołodziej - 1 spotkanie, Małgorzata Łukasik - 6 spotkań, Maria Makowska - 14 spotkań i 3 bramki (następnie kontynuowała karierę reprezentacyjną w barwach innych zespołów), Teresa Puk - 22 spotkania, Małgorzata Sondej - 1 spotkanie, Dorota Wolińska - 2 spotkania i Iwona Zienkiewicz - 3 spotkania i 2 bramki. R. Dancer i B. Kołodziej wystąpiły w pierwszym w historii meczu reprezentacji Polski seniorek - 27 czerwca 1981 w przegranym 0:3 spotkaniu z Włochami, I. Zienkiewicz strzeliła pierwszą (12 lipca 1984 w spotkaniu z Czechosłowacją) i drugą (28 czerwca 1986 w spotkaniu z Czechosłowacją) bramkę w historii spotkań reprezentacji Polski seniorek, T. Puk, M. Kałuża i M. Makowska zagrały w pierwszym w historii spotkaniu o punkty - 15 października 1989 w przegranym 1:3 meczu eliminacji mistrzostw Europy z Francją (M. Makowska strzeliła w tym spotkaniu jedyną bramkę). 
Sekcja została rozwiązana z dniem 30 września 1991.